# Juan Pérez de Guzmán y Boza
Juan Pérez de Guzmán y Boza, II Duc de T'serclaes de Tilly (Jerez de los Caballeros, 7 d'abril de 1852 - Sant Sebastià, 12 de febrer de 1934) fou un bibliòfil, escriptor, polític, historiador i membre de la Reial Acadèmia de la Història, que no ha de ser confós amb el seu homònim i contemporani, el també historiador Juan Pérez de Guzmán y Gallo. Era germà bessó de Manuel Pérez de Guzmán y Boza, marquès de Jerez de los Caballeros (1852-1925)

## Biografia
Es va llicenciar en Dret per la Universitat de Sevilla, ciutat on va viure i va contreure matrimoni el 21 de març de 1882 amb María dels Dolores San Juan y Garvey, filla segona dels Marquesos de Sant Joan, però no va exercir i es va dedicar al mecenatge. Va fomentar les lletres sevillanes i va arribar a ser un gran historiador aficionat i bibliòfil, com el seu propi germà bessó, la cabalosa biblioteca del qual, estudiada per Antonio Rodríguez Moñino, va ampliar ell amb la seva adquirint especialment nombrosos plecs solts (Juan es va orientar als temes històrics, mentre Manuel s'especialitzava en literatura i poesia). Va fundar una tertúlia erudita molt important a Sevilla a la biblioteca del seu propi palau, a la qual assistien, a més del seu propi germà Manuel, Francisco Collantes de Terán, Manuel Gómez Imaz, José María de Hoyos y Hurtado, Luis Montoto, Cano y Cueto, Joaquín Hazañas y La Rúa, José Vázquez y Ruiz, José Gestoso y Pérez, Francisco Rodríguez Marín, l'impressor Enrique Rasco i, ocasionalment, quan passava per Sevilla, Marcelino Menéndez Pelayo, entre d'altres. En els anys 1886-1887, financià i dirigí la revista bimestral Archivo Hispalense i va participar en la fundació de la Societat de Bibliòfils Andalusos que va publicar obres fins llavors inèdites molt importants.
Traslladat a Madrid, al costat de la seva biblioteca, el 1891, va continuar comprant llibres i plecs solts, deixant consultar-los a especialistes i investigadors i donant suport a la fundació de l'Ateneu de Sevilla i la Societat d'Excursions. Membre corresponent de la Reial Acadèmia de la Història des de 1887, el va ser numerari des de 1908 i fou també acadèmic de la de Bones Lletres de Sevilla des de 1897 i de la Reial Acadèmia de Belles Arts de Santa Isabel d'Hongria. Des de 1908 va participar com a president en el Concurs anual de Bibliografia en la Biblioteca Nacional. El 1902 l'hispanista Archer M. Huntington va comprar la biblioteca del seu germà Manuel i va voler comprar també la seva, però solament va obtenir la primera, que es conserva en la Hispanic Society of America; la de Juan es va dispersar a poc a poc en subhastes i llibreries madrilenyes, encara que alguns dels seus llibres, plecs solts i manuscrits es van dipositar en la Biblioteca Nacional d'Espanya.
Era membre del Partit Conservador de Cánovas del Castillo i fou elegit diputat per Sevilla a les eleccions generals espanyoles de 1896 i per Écija a les eleccions generals espanyoles de 1899. També fou escollit senador per la província de Badajoz i per dret propi (1891-1893 y 1900-1901).
Va presidir la Reial Societat de Salvament de Nàufrags i va ser Gran d'Espanya (1881) i Cavaller de l'Orde d'Alcántara (1898) i de l'Orde de Sant Joan de Malta, Tinent de Germà Major de la Real Maestranza de Caballería de Sevilla i Degà i Vocal del Consell i Diputació Permanent de la Grandesa d'Espanya, Gentilhome de Cambra i Gran Creu de Carles III. També va ser Ministre Conseller del Tribunal i Consell dels Ordes militars i Creu del Sol Naixent del Japó.